# Galt (Kalifornia)
Galt – miasto w Stanach Zjednoczonych, w stanie Kalifornia, w hrabstwie Sacramento.